# Wysznewe (rejon synelnykowski)
Wysznewe (ukr. Вишневе) – wieś na Ukrainie, w obwodzie dniepropetrowskim, w rejonie synelnykowskim, w hromadzie Pokrowśke. W 2001 liczyła 926 mieszkańców, spośród których 873 wskazało jako ojczysty język ukraiński, 44 rosyjski, 1 mołdawski, 6 białoruski, 1 ormiański, a 1 inny.